# Zach Wilson
Zachary Kapono Wilson (Draper, 3 agosto 1999) è un giocatore di football americano statunitense che milita nel ruolo di quarterback per i Miami Dolphins della National Football League (NFL).

## Carriera universitaria
Nella sua prima stagione alla Brigham Young University nel 2018, Wilson disputò 9 partite, di cui 7 come titolare. La prima gara da partente fu contro l'Università delle Hawaii, diventando il più giovane quarterback di sempre a partire come titolare per BYU. Terminò la sua annata con 1.578 yard passate, 12 touchdown e 3 intercetti. Fu premiato come miglior giocatore del Famous Idaho Potato Bowl 2018 dopo avere completato tutti i suoi 18 passaggi per 317 yard e 4 touchdown.
Nel 2019 Wilson partì come titolare in 9 partite, con 2.382 yard passate, 11 touchdown e 9 intercetti. Quell'anno i Cougars furono invitati all'Hawaii Bowl 2019 dove il quarterback fu nominato miglior giocatore di BYU.
Nel 2020, l'ultima stagione nel college football, Wilson partì come titolare in 12 partite passando 3.692 yard, 33 touchdown e 3 intercetti. Fu nominato miglior giocatore offensivo del Boca Raton Bowl 2020, dove passò 425 yard e 3 touchdown.
Statistiche al college
| Stagione | Stagione | Stagione | Stagione | Passaggi | Passaggi | Passaggi | Passaggi | Passaggi | Passaggi | Passaggi | Passaggi | Corse | Corse | Corse | Corse |
| Anno     | Squadra  | P        | PT       | Comp     | Ten      | %        | Yard     | Media    | TD       | Int      | RAT      | Ten   | Yard  | Media | TD    |
| -------- | -------- | -------- | -------- | -------- | -------- | -------- | -------- | -------- | -------- | -------- | -------- | ----- | ----- | ----- | ----- |
| 2018     | BYU      | 9        | 7        | 120      | 182      | 65,9     | 1.578    | 13,1     | 12       | 3        | 157,2    | 75    | 221   | 2,9   | 2     |
| 2019     | BYU      | 9        | 9        | 199      | 319      | 62,4     | 2.382    | 11,9     | 11       | 9        | 130,8    | 68    | 186   | 2,7   | 3     |
| 2020     | BYU      | 12       | 12       | 247      | 336      | 73,5     | 3.692    | 14,9     | 33       | 3        | 196,4    | 72    | 286   | 4,0   | 10    |
| Totale   | Totale   | 30       | 28       | 566      | 837      | 67,6     | 7.652    | 13,5     | 56       | 15       | 162,9    | 215   | 693   | 3,2   | 15    |

Fonte: Sports Reference

## Carriera professionistica
Wilson era pronosticato dagli analisti come una scelta dell'inizio del primo giro nel Draft NFL 2021, con alcune pubblicazioni che lo hanno spinto fino alla seconda scelta assoluta.

### New York Jets
Il 29 aprile 2021 fu scelto come secondo assoluto dai New York Jets. Il 29 luglio 2021 firmò il suo contratto da rookie: un quadriennale da 35,1 milioni di dollari, comprensivi di un bonus alla firma di 22,9 milioni.

#### Stagione 2021
Wilson debuttò come professionista partendo come titolare nel primo turno contro i Carolina Panthers passando 258 yard, due touchdown per Corey Davis e subendo un intercetto nella sconfitta per 19-14. La prima vittoria giunse nella settimana 4 contro i Tennessee Titans in cui passò 297 yard, 2 touchdown e un intercetto, venendo premiato come rookie della settimana. Nella settimana 7 contro i New England Patriots, Wilson si infortunò al ginocchio dopo uno scontro con il linebacker Matthew Judon. Saltò il resto della partita, venendo sostituito da Mike White nella sconfitta per 13–54. Dopo la partita fu annunciato che Wilson si era infortunato al legamento crociato posteriore del ginocchio destro, facendogli saltare le successive quattro partite. Fece ritorno nella settimana 12, dove vinse la sua prima gara in trasferta contro gli Houston Texans, segnando anche il suo primo touchdown su corsa. Wilson perse cinque delle successive sei partite, con la vittoria finale della stagione che giunse contro i Jacksonville Jaguars. Ad ogni modo migliorò il suo rapporto di palloni persi non lanciando alcun intercetto nelle ultime cinque partite. La sua annata si chiuse con 2.334 yard passate, 9 touchdown e 11 intercetti.

#### Stagione 2022
A causa di un infortunio subito nella gara di precampionato contro i Philadelphia Eagles, Wilson saltò le prime tre gare della stagione 2022. Debuttò così nel quarto turno portando la sua squadra alla vittoria sui Pittsburgh Steelers con 252 yard passate, un touchdown, due intercetti subiti e anche un touchdown segnato su ricezione. Dopo una serie di cattive prestazioni tuttavia, inclusa la partita della settimana 11 contro i New England Patriots in cui guidò la squadra a segnare solo 3 punti, Wilson, all'alba del dodicesimo turno perse il posto di titolare in favore di Mike White. Questi tuttavia si infortunò nella settimana 14 contro i Buffalo Bills così Wilson tornò titolare nelle successive due partite, entrambe perdute. Il ristabilito White tornò titolare nel penultimo turno.

#### Stagione 2023
Nel 2023 i Jets acquisirono il quattro volte MVP Aaron Rodgers e Wilson sarebbe dovuto essere la sua riserva. Tuttavia nella gara del primo turno, il Monday Night Football contro i Buffalo Bills, Rodgers si infortunò per tutto il resto della stagione dopo solo 4 snap giocati e Wilson disputò il resto della gara, vinta dai Jets ai tempi supplementari per 22-16, completando 14 passaggi su 21 per 140 yard, un touchdown e un intercetto. Wilson fu quindi dichiarato dal capo-allenatore dei Jets Robert Saleh il nuovo titolare per la stagione. Nella gara successiva, la partita di settimana 2 contro i Dallas Cowboys, Wilson completò 12 passaggi su 27 tentati per 176 yard guadagnate, un touchdown su passaggio da 68 yard lanciato su Garrett Wilson, che guadagnò 55 yard dopo la ricezione, ma soprattutto tre intercetti che contribuirono pesantemente alla sconfitta dei Jets per 10-30.
Nel sesto turno Wilson guidò i Jets alla prima vittoria della storia della franchigia contro i Philadelphia Eagles (dopo tredici tentativi), passando 186 yard senza perdere palloni. Nella settimana 11, dopo un'altra prestazione insufficiente e una striscia di 41 drive consecutivi per i Jets senza segnare un touchdown, Wilson fu messo in panchina nel terzo quarto per scelta tecnica. Nelle due settimane che seguirono Tim Boyle fu nominato titolare al suo posto ma venne svincolato dopo delle prestazioni negative e Wilson tornò ad essere il partente per la gara del quattordicesimo turno, in cui disputò la miglior gara della stagione, in cui completò 27 passaggi su 36 per 301 yard, 2 touchdown e un passer rating di 117,9, il migliore in carriera fino a quel momento. I Jets batterono i favoriti Houston Texans per 30-6 e Wilson fu premiato come miglior giocatore offensivo della AFC della settimana. Nel turno successivo fu costretto a uscire nel primo tempo a causa di una commozione cerebrale, prima della quale aveva già subito cinque sack.

### Denver Broncos
Il 22 aprile 2024 Wilson fu scambiato con i Denver Broncos.

### Miami Dolphins
Il 10 marzo 2025 Wilson firmò un contratto di un anno con i Miami Dolphins.

## Palmarès
- Giocatore offensivo della AFC della settimana: 1

14ª del 2023
- Rookie della settimana: 3

4ª, 13ª e 16ª del 2021

## Statistiche

### Stagione regolare
| Anno   | Squadra | Gare | Gare | Passaggi | Passaggi | Passaggi | Passaggi | Passaggi | Passaggi | Passaggi | Passaggi | Corse | Corse | Corse | Corse | Sack | Sack | Fumble | Fumble |
| Anno   | Squadra | P    | PT   | Comp     | Ten      | %        | Yard     | Media    | TD       | Int      | Rat      | Ten   | Yard  | Media | TD    | Sack | Yard | Fum    | Persi  |
| ------ | ------- | ---- | ---- | -------- | -------- | -------- | -------- | -------- | -------- | -------- | -------- | ----- | ----- | ----- | ----- | ---- | ---- | ------ | ------ |
| 2021   | NYJ     | 13   | 13   | 213      | 383      | 55,6     | 2.334    | 6,1      | 9        | 11       | 69,7     | 29    | 185   | 6,4   | 4     | 44   | 370  | 5      | 1      |
| 2022   | NYJ     | 9    | 9    | 132      | 242      | 54,5     | 1.688    | 7,0      | 6        | 7        | 72,8     | 28    | 102   | 3,6   | 1     | 23   | 175  | 1      | 0      |
| 2023   | NYJ     | 2    | 1    | 26       | 48       | 54,2     | 310      | 6,5      | 4        | 2        | 53,3     | 9     | 42    | 4,7   | 0     | 5    | 32   | 0      | 0      |
| Totale | Totale  | 24   | 23   | 371      | 673      | 55,1     | 4.332    | 6,4      | 17       | 22       | 69,6     | 66    | 329   | 5,0   | 5     | 72   | 577  | 6      | 1      |

Fonte: Pro-Football-Reference